# 9280 Stevenjoy
9280 Stevenjoy è un asteroide della fascia principale. Scoperto nel 1981, presenta un'orbita caratterizzata da un semiasse maggiore pari a 2,4662449 UA e da un'eccentricità di 0,1655789, inclinata di 7,35212° rispetto all'eclittica.